# Hồng Quân lão tổ
Hồng Quân lão tổ (giản thể: 鸿钧老祖; phồn thể: 鴻鈞老祖; bính âm: Hóngjūn Lǎozǔ; Wade–Giles: Hung-chün Lao-tsu) là một vị thần trong tín ngưỡng dân gian Trung Quốc và Đạo giáo, xuất hiện lần đầu tiên trong tiểu thuyết thần ma Phong thần diễn nghĩa đời nhà Minh. Ông được coi là vị thần tiên đầu tiên xuất hiện sau khi Bàn Cổ khai thiên lập địa và là sư phụ của Tam Thanh, tức Thái Thượng Lão Quân, Nguyên Thủy Thiên Tôn và Thông Thiên giáo chủ. Từ "Hồng Quân" (鴻鈞) là một biến thể của Hồng Quân (洪鈞), mang nghĩa "tính chất nguyên thủy", như trong thành ngữ "Tiên hữu Hồng Quân, hậu hữu Thiên", nghĩa là "Trước có Hồng Quân, sau có Trời".

## Truyền thuyết
Theo truyền thuyết, Hồng Nguyên lão tổ là tổ tiên của các vị tiên trong Đạo giáo. Ông được vinh danh với danh hiệu cao quý "Hồng Nguyên lão tổ" (鸿元老祖), mang ý nghĩa "Đại Tổ Nguyên Thủy". "Hồng Nguyên" thực chất là "Hỗn Nguyên", tượng trưng cho trạng thái khởi nguyên của vũ trụ trước khi trời đất phân chia, khi vạn vật còn chìm trong hư vô hỗn độn. Tuy nhiên, trong Đạo Tạng không có ghi chép nào miêu tả Hồng Nguyên lão tổ như một vị thần, và quan điểm này không được chính thống Đạo giáo công nhận. Dù vậy, trong các tôn giáo và văn học dân gian, Hồng Nguyên lão tổ vẫn có sức ảnh hưởng lớn. Ví dụ, một giai điệu dân gian của người Hán được tìm thấy ở khu vực Thần Nông Giá có nhắc đến Hồng Nguyên lão tổ.
Một quan điểm khác cho rằng nội dung trong Thái Thượng Lão Quân Lịch Thế Ứng Hóa Đồ Thuyết chỉ ra rằng Hồng Nguyên lão tổ thực chất là hóa thân của Thái Thượng lão quân:
| “ | ...Lão Quân là gốc rễ của nguyên khí, là chân tông của tạo hóa, mang bản thể hòa nhập với tự nhiên. Mà tự nhiên chính là Đạo. Hình tượng của Lão Quân được định hình từ hư vô, lấy linh nguyên làm bản tính. Trong cõi thanh không mênh mông, sự sáng rỡ của Thái Huyền bao trùm, ẩn chứa sự sống từ ngoài vùng u tịch thăm thẳm, và chìm đắm trong hỗn độn sâu thẳm. Trong cái lặng im không biên giới, không thể nào đo lường. Nói rằng có, thì không thấy hình dáng; nói rằng không, thì vạn vật từ đó sinh ra. Tám phương trời đất bao la, dần dần bắt đầu phân chia. Bên dưới, sự kỳ diệu vi diệu đã thành hình, tạo nên thế giới, Hồng Nguyên từ đó hiện ra, trụ giữa hư không, lướt đi trong cõi u vi tịch mịch. Vì vậy mà nói: "Ta sinh ra trước khi hình dạng được tạo nên, khởi đầu trước cả Thái Sơ, kéo dài từ điểm khởi đầu của Thái Thủy, hành động từ cội nguồn của Thái Tố. Ta đứng cô độc hiển nhiên, lớn lao không gì sánh được. Nhìn không thấy, nghe không thấy, nắm không được." Cái gọi là Hỗn Nguyên, chính từ đó mà bắt đầu...Nguyên văn老君者，元炁之根，造化真宗，体任自然。自然者，道也。强为之容即老君。以虚无为道，灵元为性，清空寥廓，晃朗太玄，含孕于空洞寥落之外，莽荡玄虚之中，寂寞无里，不可称量。若言有，不见其形；若言无，万物从兹而生。八表穷窿，渐渐始分。下成微妙，以为世界，而有鸿元，挺于空洞，浮游幽虚。故曰：吾生于无形之先，起乎太初之前，长乎太始之端，行乎太素之元。卓然独立，大而无配。视之不见，听之不闻，抟之不得。所谓混元，由兹而始矣。 | ” |

Một vài dị bản lại cho rằng Hồng Quân lão tổ chính là Bàn Cổ (một số tín đồ Đạo giáo cho rằng Nguyên Thủy thiên tôn là tiền thân của Bàn Cổ, trong khi trong các kinh điển Đạo giáo, Ngọc Thanh Chân Tể Nguyên Thủy thiên tôn mới thực sự là Bàn Cổ, còn Hồng Quân lão tổ không được đề cập đến).
Tại Miếu Quần Tiên ở Miên Sơn, thành phố Giới Hưu, tỉnh Sơn Tây, có một bức tranh đạo giáo miêu tả các vị tiên bái lạy Hồng Quân lão tổ. Tương truyền rằng tại hang Thủy Động ở thôn Tạ Gia Oa Tử, thành phố Bản Khê, tỉnh Liêu Ninh, có cung điện do Hồng Quân lão tổ xây dựng tại núi Ngọc Kinh, mang tên "Tử Tiêu Cung". Tại Đài Loan, có một số ngôi miếu thờ phụng Hồng Quân lão tổ như Miễn Dân Đường tại trấn La Đông, huyện Nghi Lan và Ngọc Hoàng cung trên núi Ngũ Chỉ ở Bắc Bộ, huyện Tân Trúc.